# آمي ريدفورد
آمي ريدفورد (بالإنجليزية: Amy Redford)‏ هي منتجة أفلام ومخرجة وممثلة أمريكية، ولدت في 22 أكتوبر 1970.

## وصلات خارجية
- آمي ريدفورد على موقع IMDb (الإنجليزية)
- آمي ريدفورد على موقع ألو سيني (الفرنسية)
- آمي ريدفورد على موقع أول موفي (الإنجليزية)
- آمي ريدفورد على موقع قاعدة بيانات الأفلام السويدية (السويدية)
- آمي ريدفورد على موقع قاعدة بيانات الفيلم (الإنجليزية)
- آمي ريدفورد على موقع كينوبويسك (الروسية)